# Ganggrab Åttagårdens

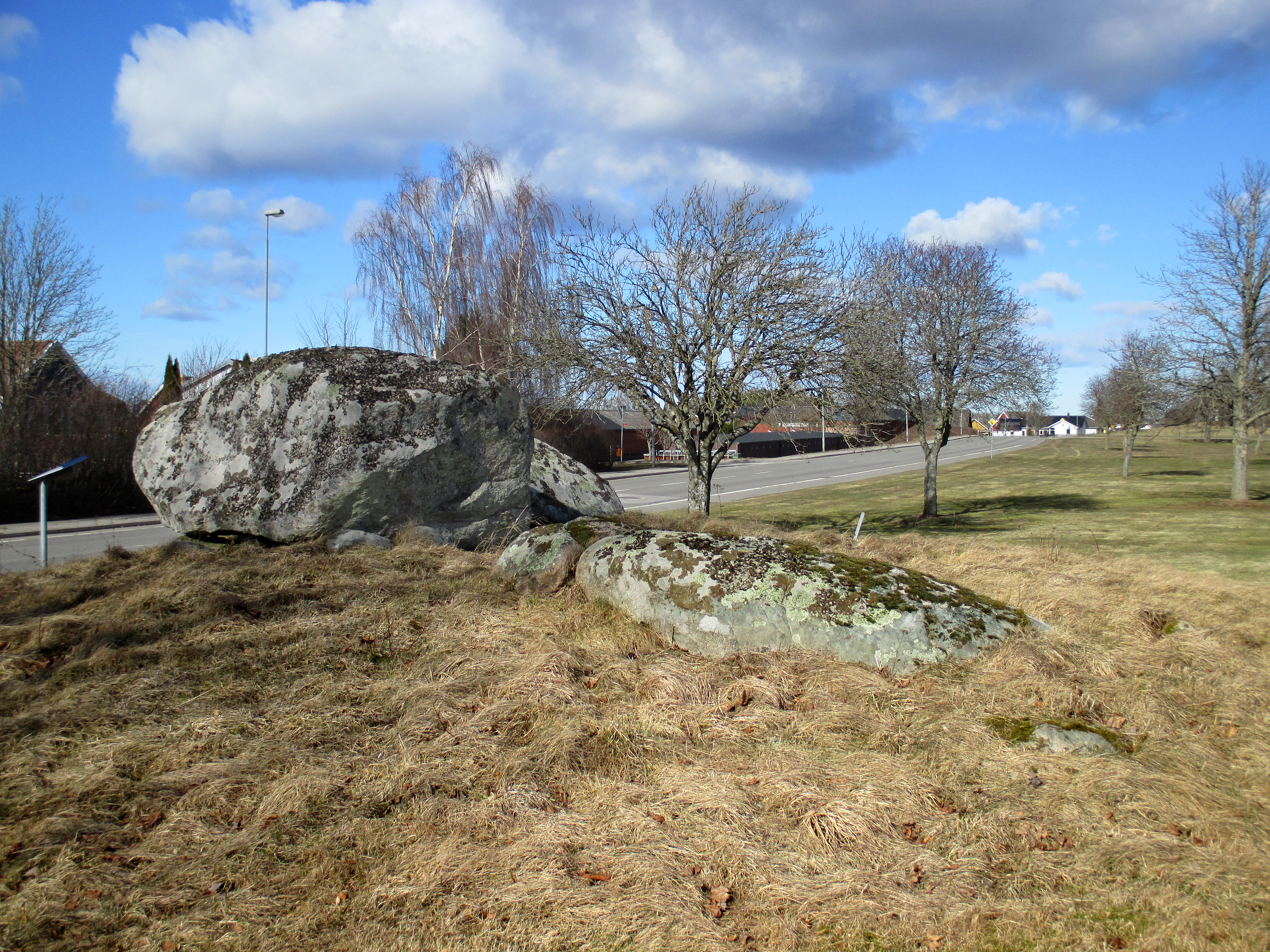
Ganggrab Åttagårdens

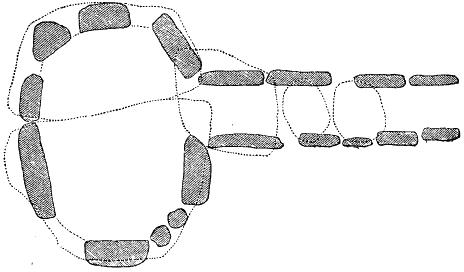
Ganggrab Åttagårdens

Das Ganggrab Åttagårdens (auch Falköping 4:1) liegt an der Midfalegatan (Straße) im Südosten von Falköping in der Provinz Västra Götalands län in Schweden, etwa 250 m südlich vom Ganggrab Hjälmars rör. Es entstand zwischen 3500 und 2800 v. Chr. als Megalithanlage der Trichterbecherkultur (TBK). Das Ganggrab ist eine Bauform jungsteinzeitlicher Megalithanlagen, die aus einer Kammer und einem baulich abgesetzten, lateralen Gang besteht. Diese Form ist primär in Dänemark, Deutschland und Skandinavien, sowie vereinzelt in Frankreich und den Niederlanden zu finden. 
Das Ganggrab (schwedisch Ganggrift) hat eine ovale 3,1 m lange und etwa 2,0 m breite Kammer aus neun Tragsteinen (einer fehlt) und zwei klobigen Decksteinen. Der etwas außermittig ansetzende kammerhohe Gang besteht aus neun Tragsteinen und drei Decksteinen (mindestens einer fehlt.) Wie alle Ganggräber im Falbygden ist es in Ost-West orientiert, wobei sich der Zugang im Osten befindet. Der etwa 15,0 m messende Rundhügel ist 0,9 m hoch. 
Das Ganggrab wurde im Jahr 1868 von Bror Emil Hildebrand (1806–1884) untersucht. Neben Bernsteinperlen und Knochen wurde zerscherbte Keramik aus einer Spätphase der Jungsteinzeit gefunden.